# Desierto de la Tatacoa
El desierto de la Tatacoa es una región semiárida ubicada en el departamento del Huila, Colombia. Presenta procesos de erosión, cactus, arbustos espinosos, condiciones extremas del clima y hallazgos fósiles.
Estudios científicos revelan que durante el Período terciario La Tatacoa fue un jardín con flores y árboles que poco a poco se fue secando hasta convertirse en desierto.
Es uno de los principales atractivos ambientales y turísticos de Colombia. Llama la atención de científicos de diversos países que investigan la evolución de la Tierra y de los organismos vivos. Es la segunda zona árida más extensa de Colombia después de la Península de La Guajira. La Tatacoa no es justamente un desierto, sino un bosque seco tropical.

## Toponimia
El nombre de Tatacoa o el Valle de las Tristezas, como lo llamó en 1538 el conquistador Juan José Castaño Mercado a causa de los rastros de deterioro que notó en su territorio, fue atribuido por los españoles, refiriéndose a la serpiente cascabel y no, como se podría pensar, a las culebras inofensivas de color blanco.

## Geografía

### Ubicación
Es una región semiárida localizada al norte del departamento del Huila, a 38 kilómetros de Neiva y a 10 km de Natagaima en el Tolima. Está ubicado cerca de la zona urbana del municipio de Villavieja. Su área comprende una extensión de 330 km². 

### Geología
La zona está muy erosionada y cruzada por cañones secos que se desarrollan transitoriamente en los meses en el invierno. Estas misteriosas formas se crean sobre superficies arcillosas, generando cárcavas laberínticas que pueden alcanzar hasta 20 metros de profundidad. 

### Clima
Dadas sus condiciones geográficas, las temperaturas a lo largo del año suelen ser muy elevadas llegando a superar los 40 °C incluso en las temporadas de lluvias de la región las cuales suelen ser muy escasas.

## Flora y fauna
En el desierto de la Tatacoa existe mucha erosión y relativamente poca vida animal y vegetal que se adaptó a las condiciones mínimas de humedad y a las altas temperaturas. Las plantas de esta zona se adaptan a las condiciones climáticas mediante el desarrollo de raíces horizontales hasta de 30 metros y raíces verticales de 15 metros de profundidad que les facilitan el acceso al agua.
Encontraremos allí: tortugas, roedores, serpientes, arañas, escorpiones, águilas, lagartos y tigrillos que comparten este espacio, escondiéndose en la tierra seca y entre los cactus que alcanzan hasta cuatro y cinco metros de altura.

## Galería

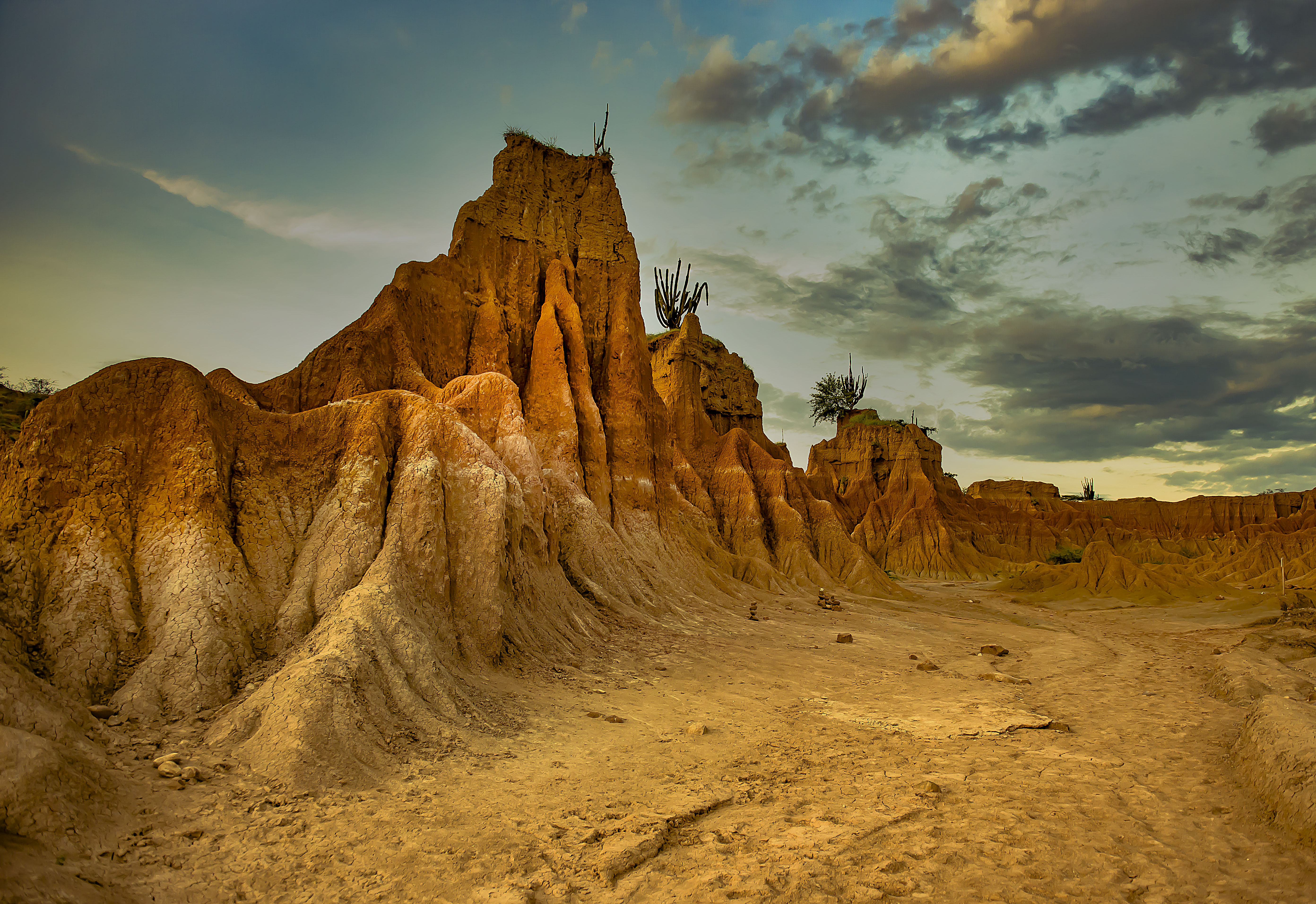
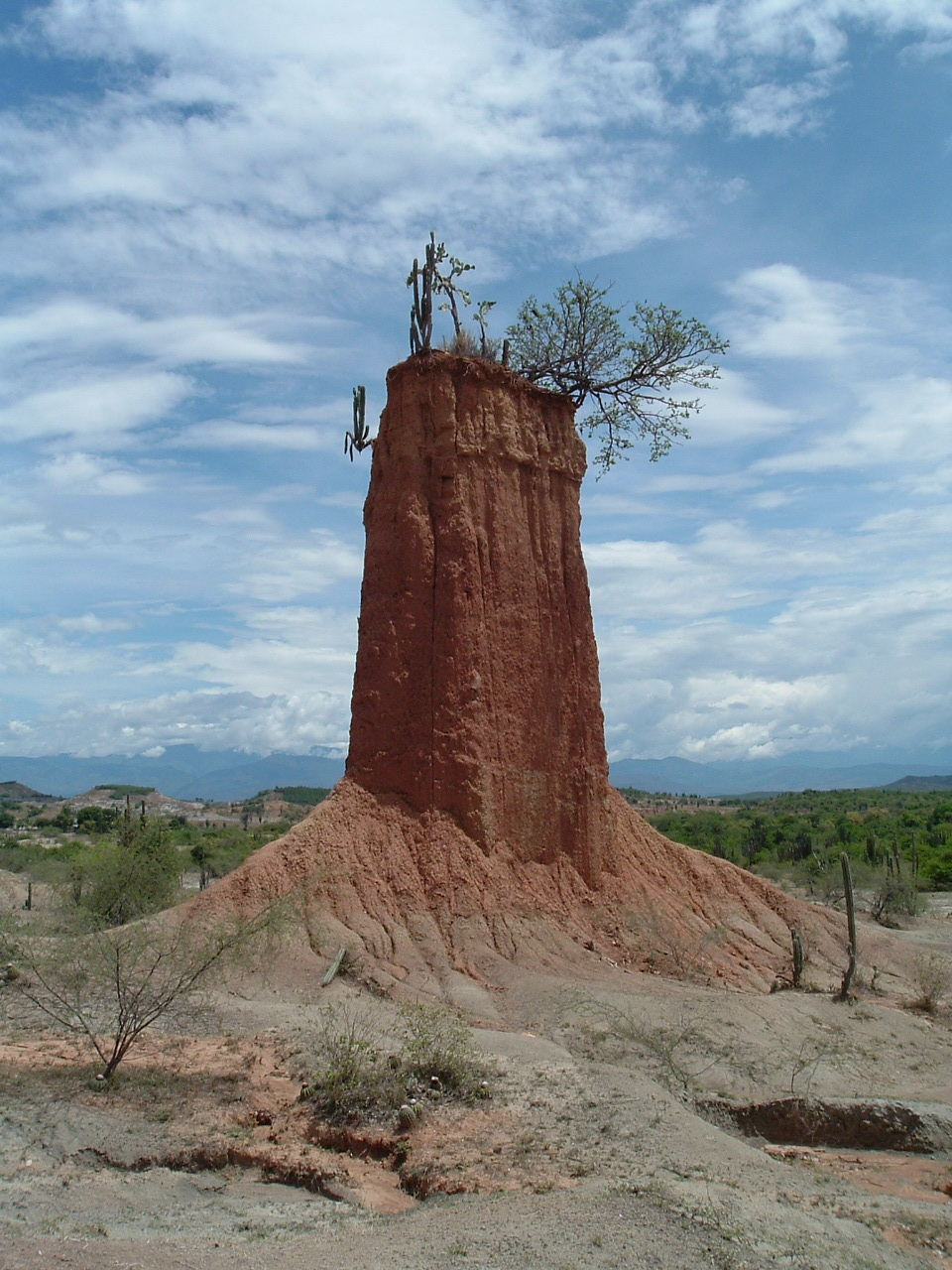
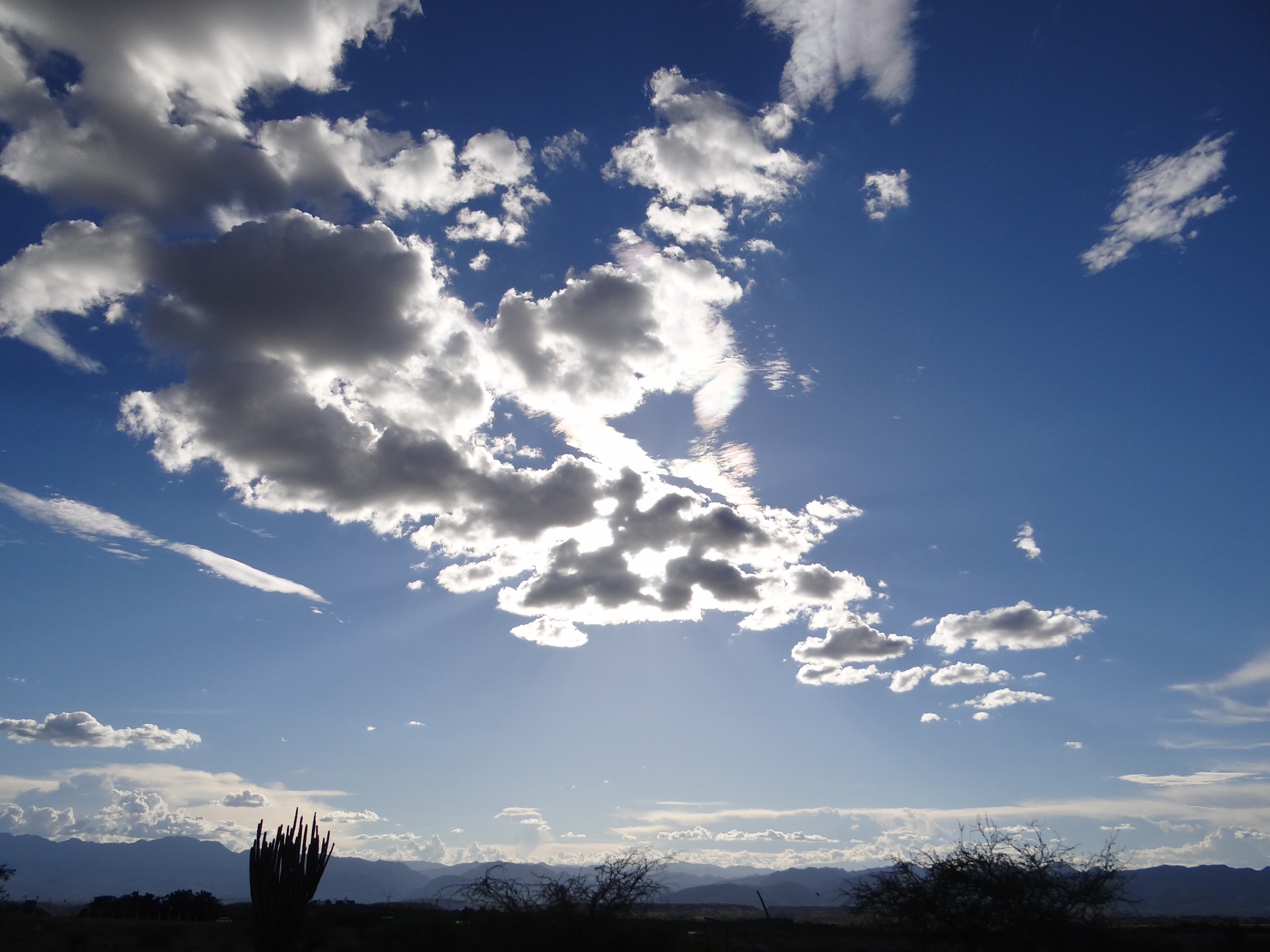
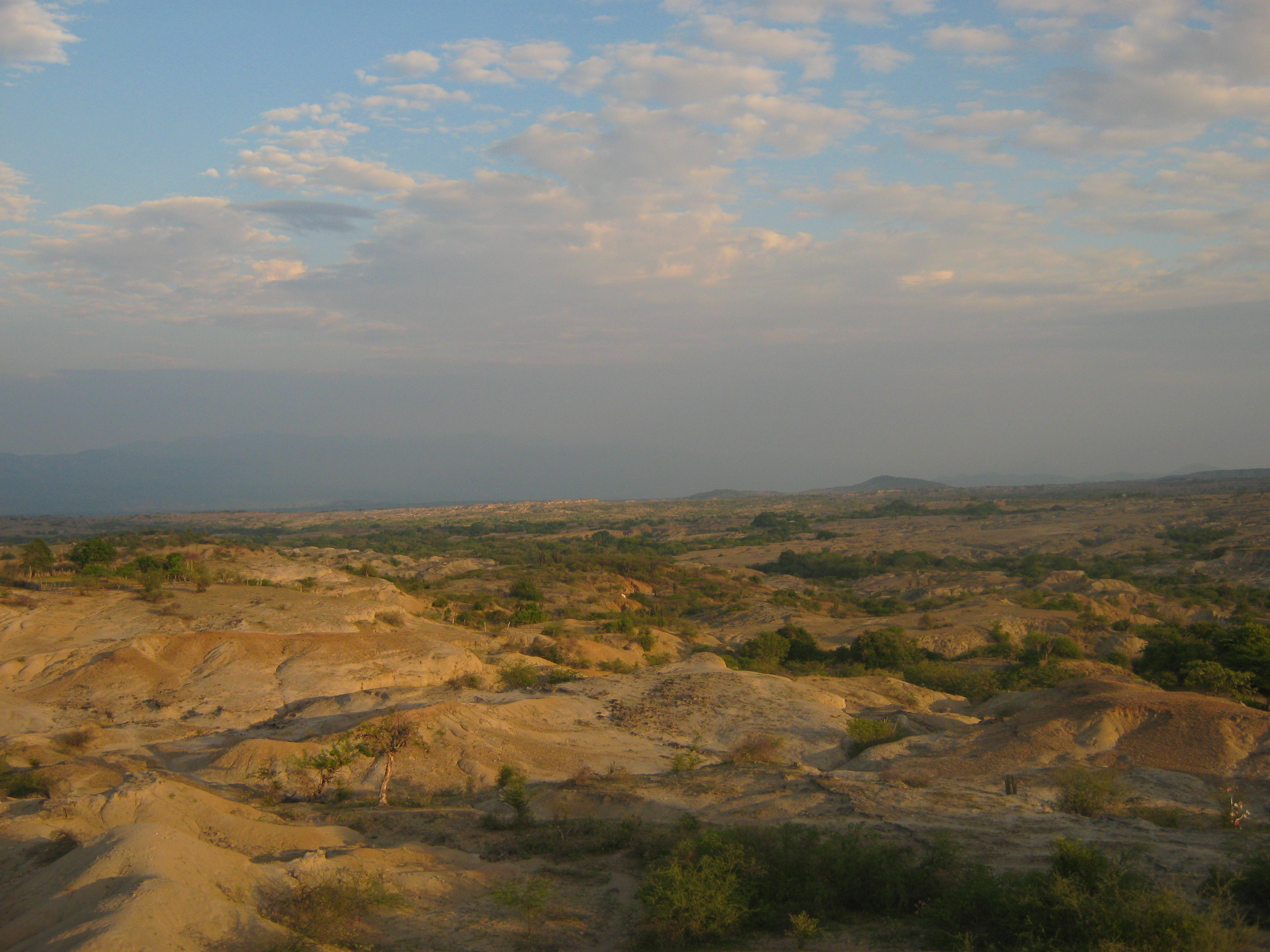
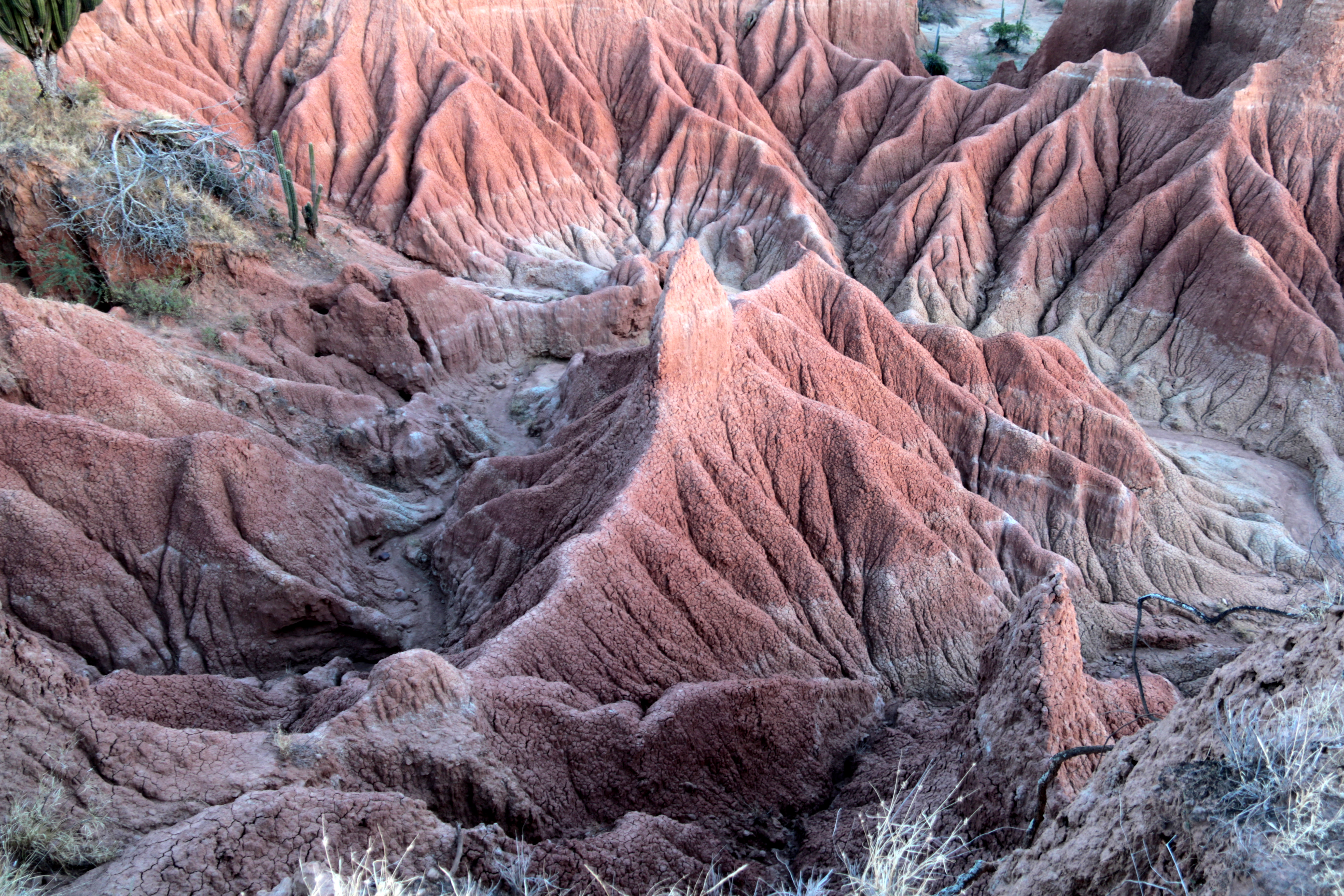
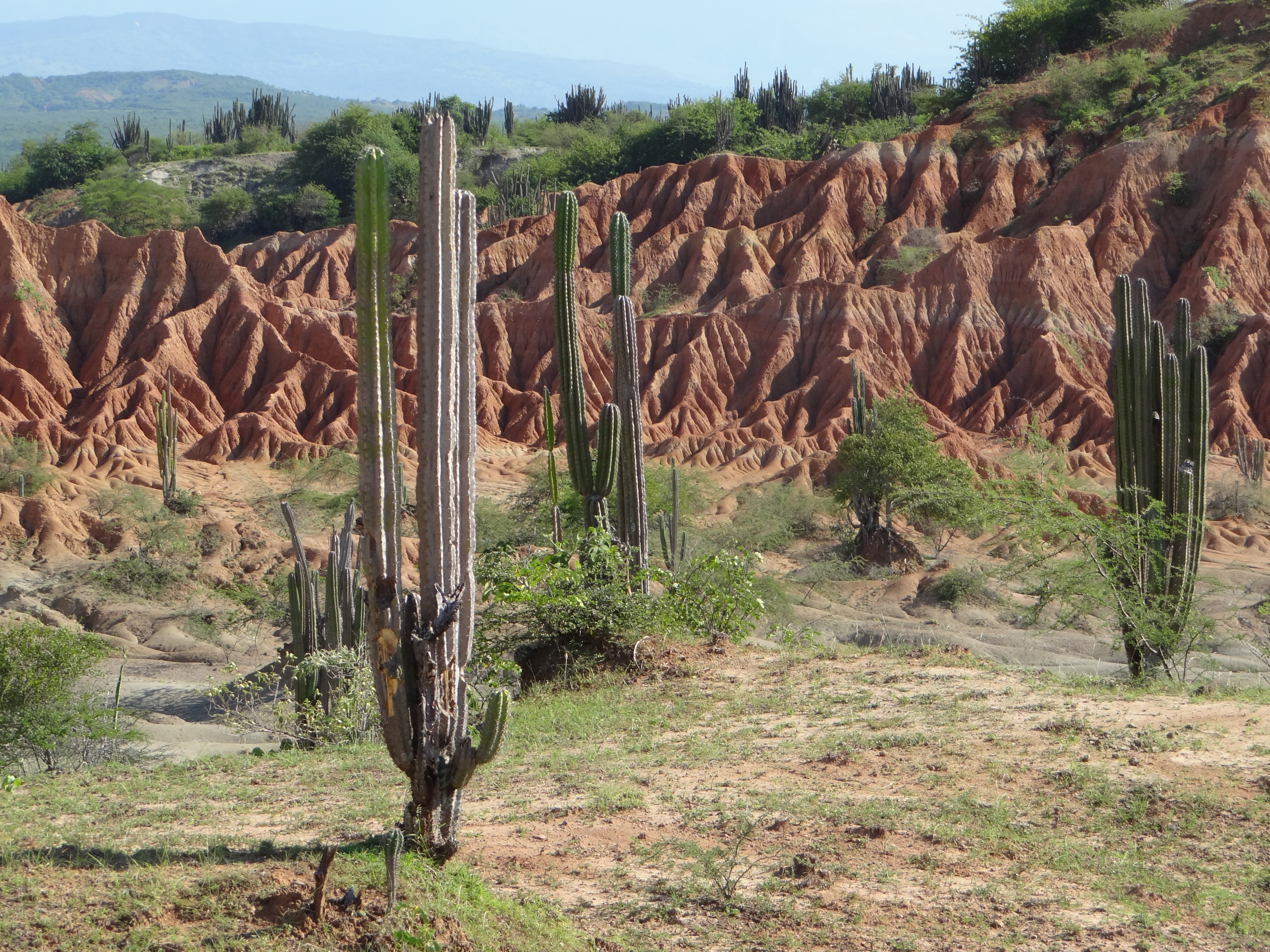
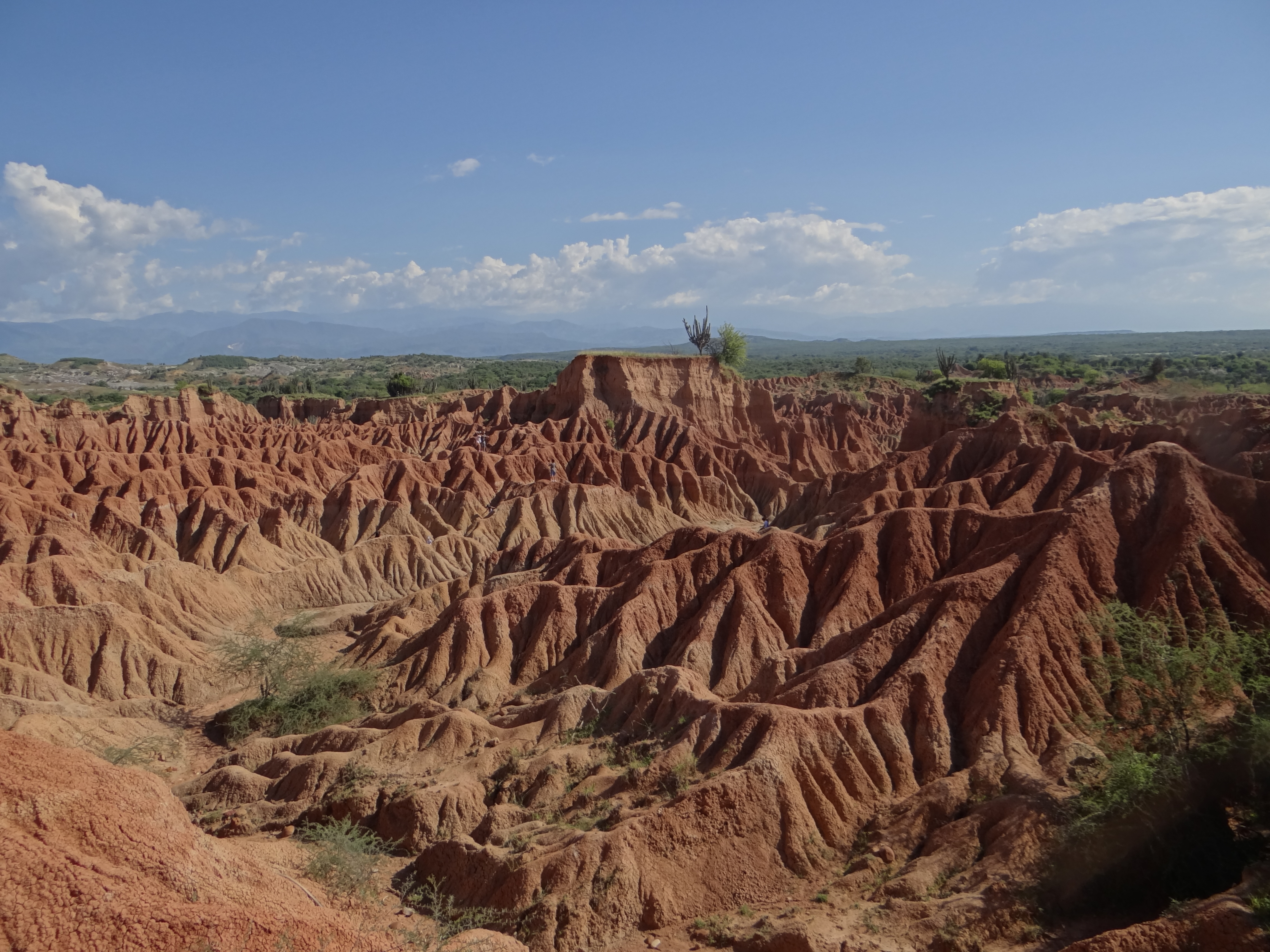
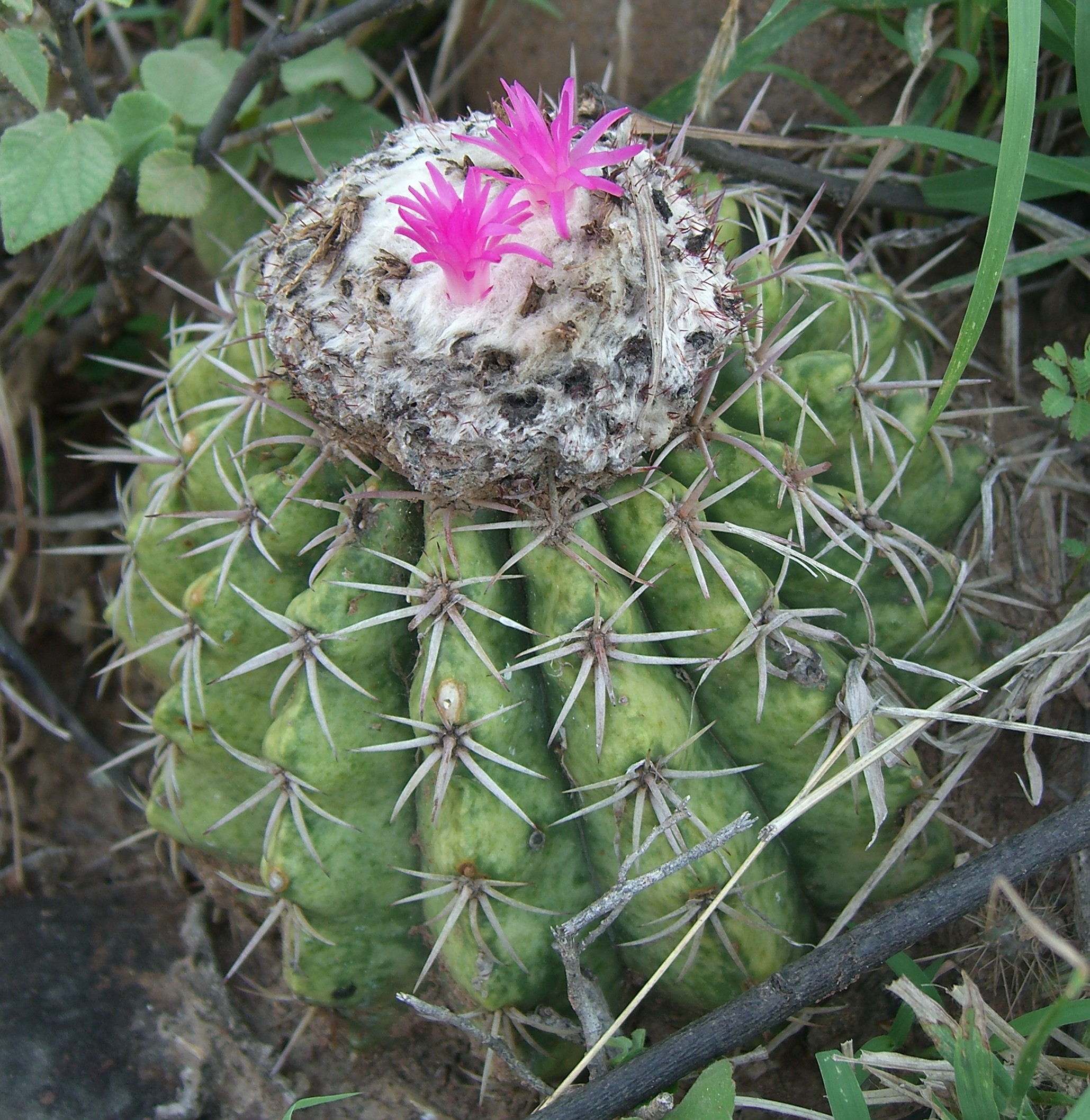
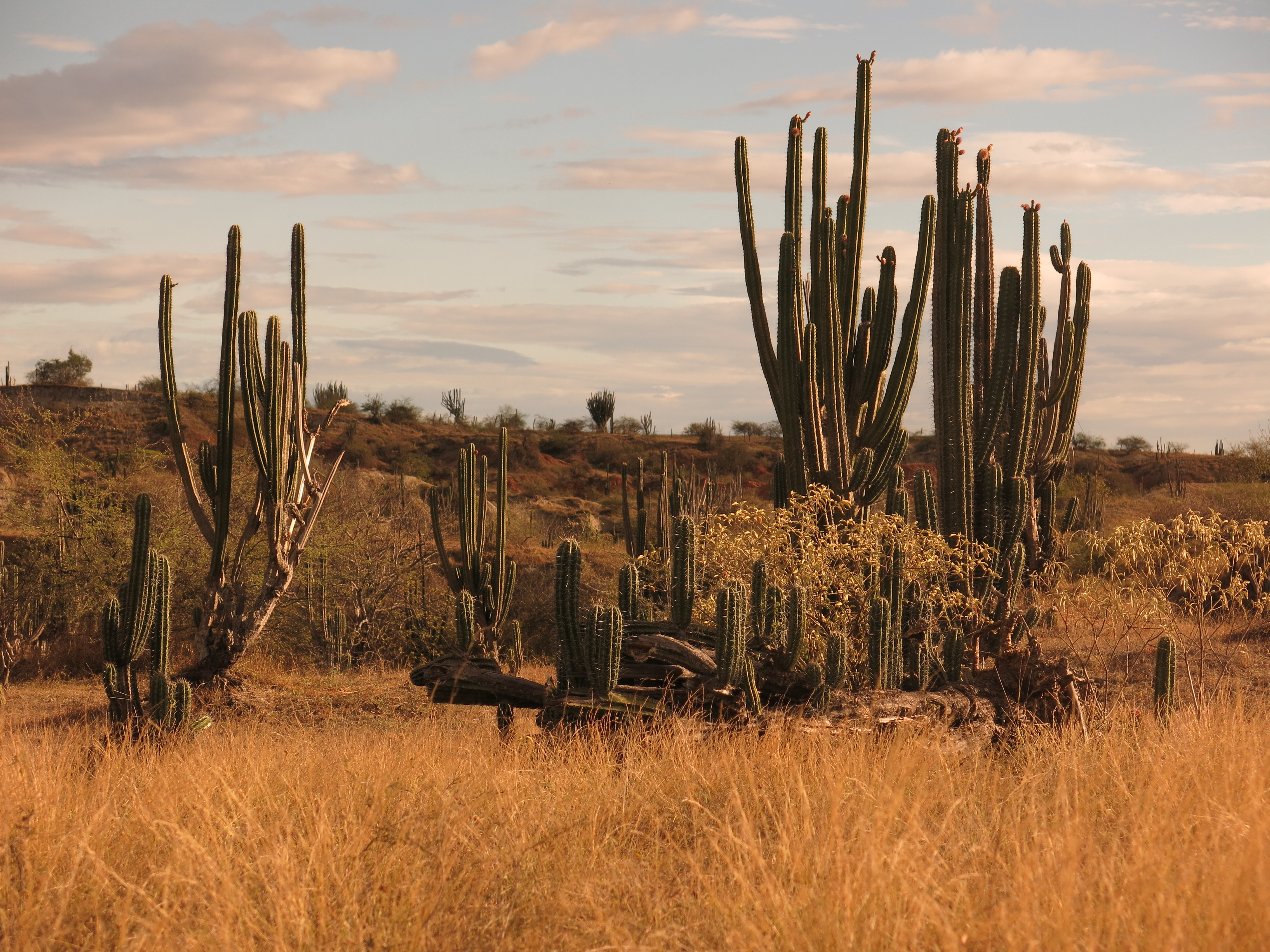
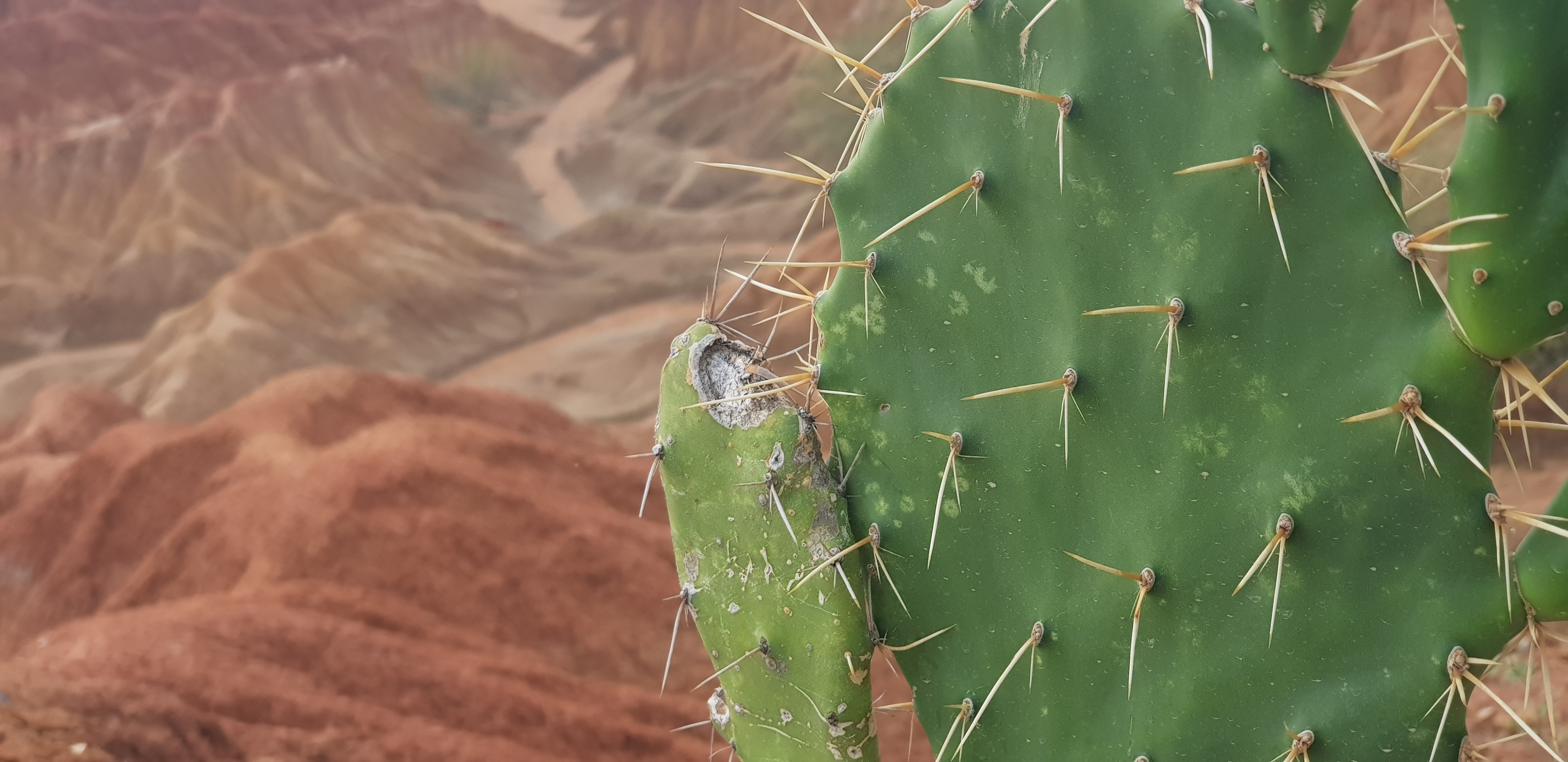
Vista del Desierto Rojo de la Tatacoa
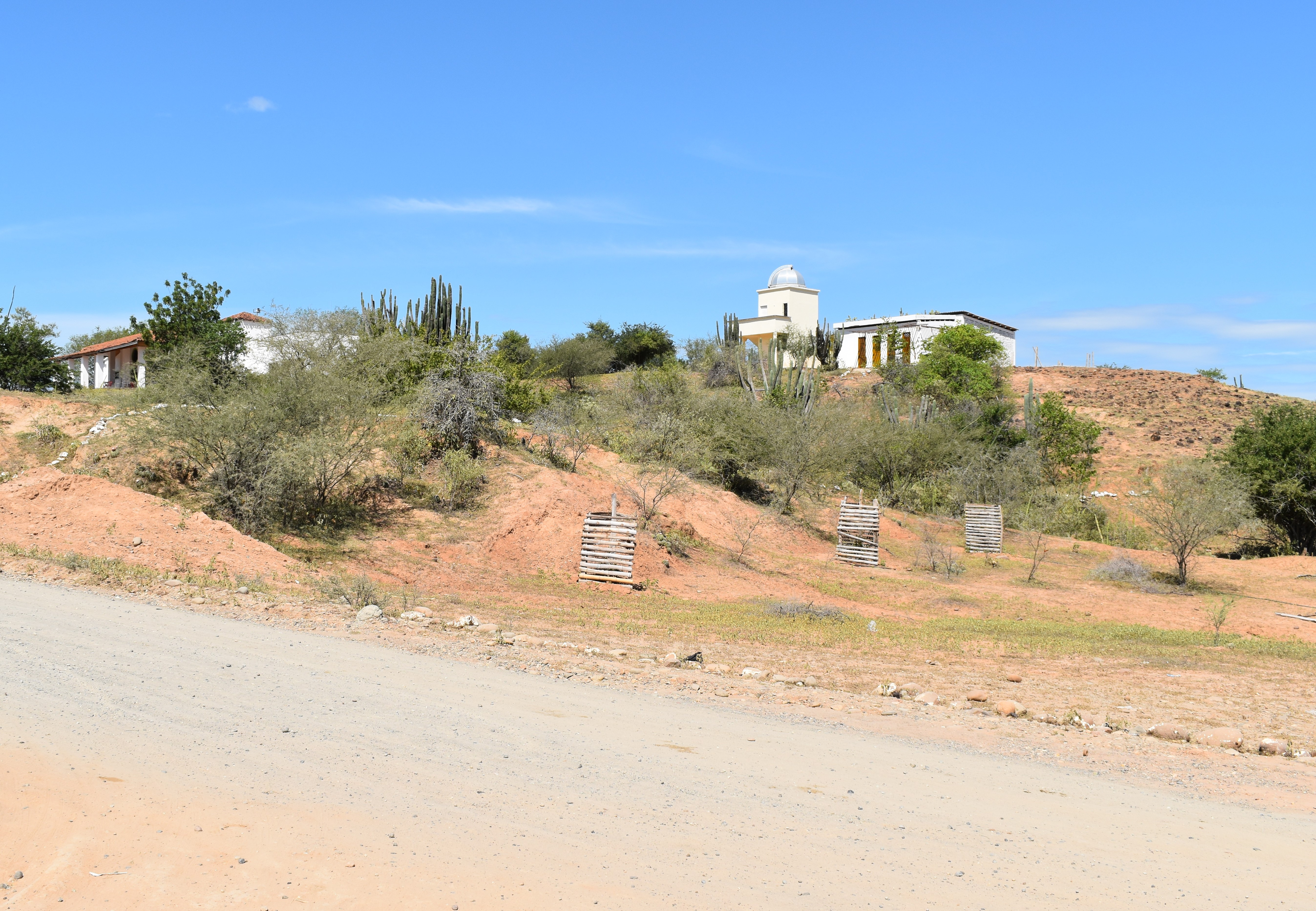
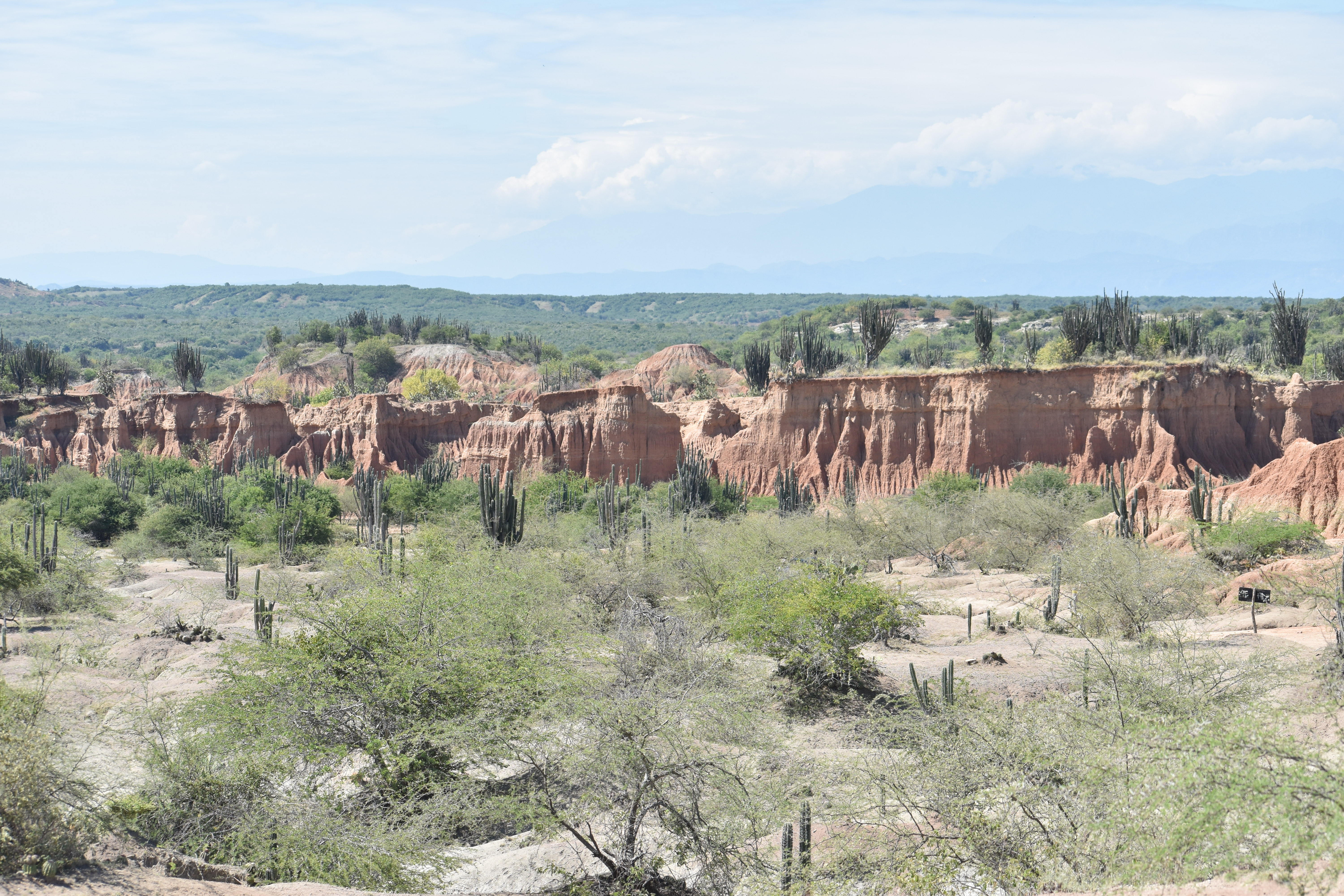

## Lugares de interés

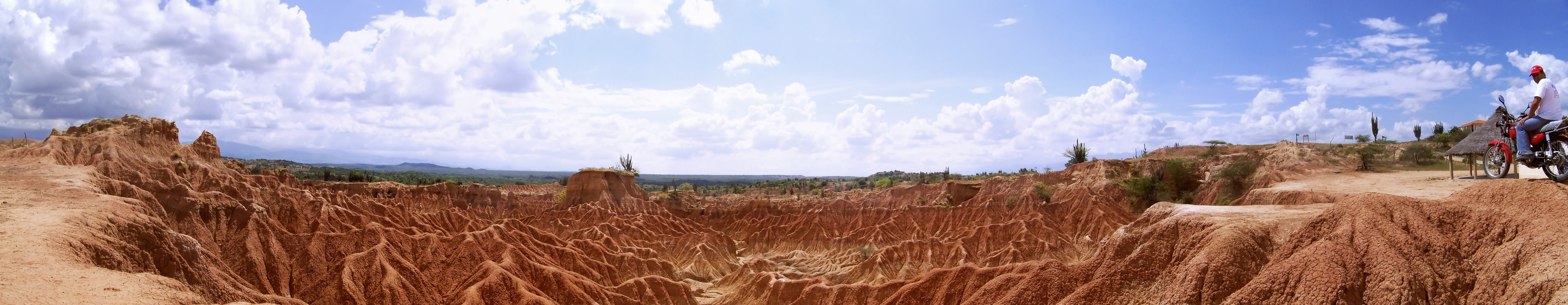
Panorámica del Desierto.

El desierto la Tatacoa presenta varias opciones turísticas, los más conocidos son: 
- El observatorio astronómico
- Las Lajas
- El Cuzco
- El Cardón
- El Doche
- San Nicolás
- Los Hoyos
- La Venta

Existen diferentes hospedajes en casas de los lugareños donde se pueden disfrutar de las costumbres y platos típicos de la región.

## Observación astronómica

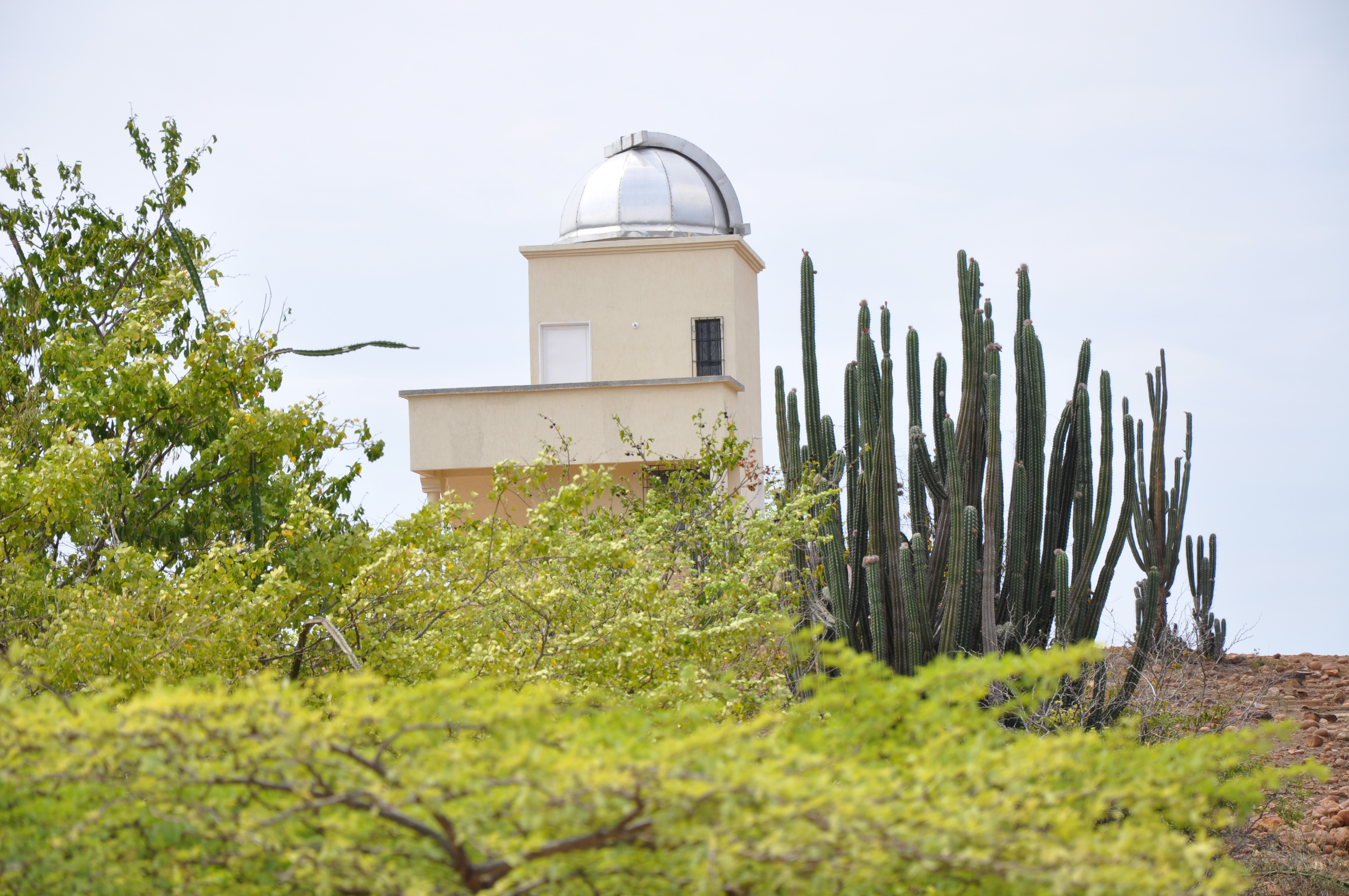
Observatorio astronómico en el desierto.

El desierto de la Tatacoa es un lugar privilegiado geográficamente por su ubicación próxima al ecuador terrestre. Desde allí, se puede:
- Observar las 88 constelaciones.
- Realizar recorridos por los diversos objetos.
- Apreciar fenómenos como lluvias de meteoros.

Además de las condiciones geográficas y atmosféricas perfectas para la observación de los cuerpos celestes, la Tatacoa no cuenta con polución lumínica ni auditiva. Este atractivo llama mucho la atención de los turistas que pernoctan allí, para disfrutar del silencio, del paisaje y de la tranquilidad del lugar. Se pueden realizar estas actividades en el Observatorio Municipal, o bien, en los Observatorios Astronómicos de Cazadora de eclipses, ubicado en la Posada Tigre de Marte o Astrosur, ubicado en el kilómetro 8 de la carretera principal.